# Церковь Пресвятой Девы Марии (Репля)
Церковь Пресвятой Девы Марии (бел. Касцёл Найсвяцейшай Дзевы Марыі) — католический храм в посёлке Репля, Гродненская область, Белоруссия. Относится к Волковысскому деканату Гродненского диоцеза. Памятник архитектуры в стиле неоготики, построен в 1902—1909 годах.

## История
Впервые Репля упоминается в XVI веке. С середины XVI века имение многократно переходило от одного рода к другому, ей владели Станислав Одаховский, Николай Есенский, Иван Карп, Масальские, в 1620-х усадьба перешла к Сципионам, позже к Юрию Воловичу.
В 1632 году был основан католический приход и построен деревянный костёл. В 1732 году гетман Михаил Масальский, тогдашний владелец имения, построил новый деревянный костёл, простоявший 170 лет.
В 1902—1909 году в местечке возведён кирпичный неоготический католический храм Девы Марии.

## Архитектура
Церковь Девы Марии представляет собой двухбашенный неоготический храм с прямоугольной апсидой и двумя ризницами. Центральная часть главного западного фасада завершена ступенчатым щитом с пинаклями. Подобный щит расположен и над апсидой. Башни двухъярусные, первый ярус четвериковый, второй — восьмигранный, башни завершены шатрами. В центре фасада — главный вход, декорирован ступенчатым фронтоном, над входом окно-роза. Боковые фасады имеют стрельчатые оконные проёмы, между ними расположены контрфорсы. В интерьере нефы разделены стрельчатыми арочными проемами, перекрытие — цилиндрические своды с крестовыми нервюрами.
Храм окружён каменной оградой с двумя воротами-брамами.